# Troldkirken
Troldkirken est un dolmen de l'Âge du bronze situé près du village de Store Restrup Herregård, près d'Aalborg, dans le Jutland du Nord, au Danemark.

## Description
Troldkirken est un dolmen polygonal entouré par quarante-huit larges pierres. Le monument entier fait 90 mètres de long. Son nom signifie église du troll en danois.